# Bill Duggleby
William James Duggleby, dit Bill Duggleby, né le 16 mars 1874 à Utica dans l'État de New York, et mort le 30 août 1944 à Redfield dans le même État, est un joueur de baseball américain. Il a passé la majeure partie de sa carrière au poste de lanceur pour les Phillies de Philadelphie. Il est célèbre pour être le seul lanceur de l'histoire des ligues majeures à avoir frappé un grand chelem lors de sa première apparition en majeure.